# Калинкина, Анна Васильевна
Анна Васильевна Кали́нкина — советский хозяйственный, государственный и политический деятель, Герой Социалистического Труда.

## Биография
Родилась в 1906 году в деревне Черныхово.
С 1935 года — на хозяйственной, общественной и политической работе. В 1935—1990 гг. — звеньевая семеноводческого колхоза «Резерв» Калязинского района Калининской области.
Указом Президиума Верховного Совета СССР от 16 июля 1949 года присвоено звание Героя Социалистического Труда с вручением ордена Ленина и золотой медали «Серп и Молот».
Избиралась депутатом Верховного Совета РСФСР 4-го созыва.
Умерла в 1993 году в деревне Черныхово.